# Wilejka (obwód witebski)
Wilejka (biał. Вілейка; ros. Вилейка) – wieś na Białorusi, w obwodzie witebskim, w rejonie dokszyckim, w sielsowiecie Biarozki. W 2009 roku liczyła 69 mieszkańców.